# Ваутхайзен, Зигфрид Адольф
Зигфрид Адольф Ваутхайзен (17 августа 1916, Амстердам — 14 июля 1996, Амстердам) — голландский физик еврейского происхождения в области квантовой механики. В начале своей карьеры он внёс значительный вклад в развитие теории S-матрицы Вернера Гейзенберга.

## Биография
Ваутхайзен изучал химическую технологию в Гентском университете с 1934 года (получил степень бакалавра в 1936 году), но по совету своего профессора пошёл изучать физику под руководством Хендрика Крамерса в Лейденском университете. В 1939 году он получил степень магистра математики и физики, после чего стал ассистентом Крамерса в Лейдене.
Из-за своего еврейского происхождения во время Второй мировой войны он был вынужден скрываться, чтобы избежать преследований. В конце концов он нашёл убежище в Бельгии под вымышленным именем. После войны Ваутхайзен получил одну из немногих американских стипендий от Крамерса, которая позволила ему работать с Робертом Оппенгеймером как в Калифорнийском университете в Беркли (1946—1947), так и в Институте перспективных исследований в Принстоне (1947—1948). Он получил докторскую степень под руководством Оппенгеймера в Беркли в 1948 году, защитив диссертацию по собственной энергии и релятивистской ковариантности в теории поля.
В 1949 году он стал постдоком в Рочестерском университете, где летом 1949 года вместе с Лесли Лоуренсом Фолди разработал преобразование Фолди — Ваутхайзена для частиц со спином 1/2. Вместе с Джорджем Филдом он описал эффект Ваутхейсена — Филда.
В том же 1949 году он вернулся в Нидерланды, чтобы занять должность лектора по теоретической физики в Амстердамском университете. В 1955 году он был назначен профессором и занимал эту должность до выхода на пенсию в 1984 году. Работал также в ЦЕРНе, Брюссельском университете, институте Вейцмана.